# Sismo e tsunâmi do Alasca de 2020
O sismo e tsunâmi do Alasca de 2020 foi um sismo ocorrido às 20:54:38 UTC do dia 19 de outubro de 2020, de magnitude 7.6 na escala de magnitude de momento, na região das Ilhas Aleutas, o sismo foi o mais forte desde o ocorrido em 22 de julho de 2020 com magnitude estimada em 7.8 graus, o sismo foi seguido por réplicas de mais de 5 graus na escala de Richter, o sismo situou-se a uma profundidade de 28.4 quilômetros, e seu epicentro a 97 quilômetros a sudeste da cidade de Sand Point, segundo o USGS.
Um alerta de tsunâmi foi emitido logo após o sismo, o alerta foi disparado para as cidades de Sand Point, Cold Bay e Kodiak, porém, horas depois algumas pequenas ondas atingiram a costa sem causar nenhum dano, as alturas das ondas eram de 1,30 metro de altura, porém observadores em terra relataram que as ondas pareciam ter entre 45,7 centímetros a 61 centímetros de altura.
Residentes da região afetada se dirigiram a pontos mais altos assim que o alerta de tsunâmi foi disparado, pois era esperada uma inundação generalizada, porém após algumas horas o NOAA rebaixou o nível do alerta, e subsequentemente horas depois o alerta foi cancelado.
Várias pessoas publicaram fotos e vídeos em redes sociais, como o Twitter, de coisas sendo sacudidas em suas casas em decorrência do abalo.